# إليجاه بي. ستودارد
إليجاه بي. ستودارد هو محامي وسياسي أمريكي، ولد في 5 يونيو 1826 في Upton, Massachusetts ‏ في الولايات المتحدة، وتوفي في 27 سبتمبر 1903 في ورسستر في الولايات المتحدة. انتخب عضو مجلس نواب ماساتشوستس ‏.